# Delmo Fernandes Baptista
Delmo Fernandes Baptista Nunes (14 de julio de 1960) es un deportista brasileño que compitió en judo. Ganó dos medallas en el Campeonato Panamericano de Judo en los años 1980 y 1985.

## Palmarés internacional
| Campeonato Panamericano | Campeonato Panamericano       | Campeonato Panamericano | Campeonato Panamericano |
| Año                     | Lugar                         | Medalla                 | Categoría               |
| ----------------------- | ----------------------------- | ----------------------- | ----------------------- |
| 1980                    | Isla de Margarita (Venezuela) | Medalla de oro          | –78 kg                  |
| 1985                    | La Habana (Cuba)              | Medalla de bronce       | –78 kg                  |